# پیر بوفوی
پیر بوفوی (فرانسوی: Pierre Beuffeuil‎؛ زادهٔ ۳۰ اکتبر ۱۹۳۴) دوچرخه‌سوار اهل فرانسه است.
از باشگاه‌هایی که در آن رکاب زده‌است می‌توان به تیم دوچرخه‌سواری مرسیه اشاره کرد.